# Friné
Mnesarete  (em grego: Μνησαρέτη, "memória da virtude"; Téspias, c. 371 a.C. – Atenas, depois de 316 a.C.) foi uma hetera grega (cortesã) mais conhecida pelo apelido de Friné (em grego clássico: Φρύνη; romaniz.: Phrýne: 'sapo') devido à sua tez amarelada. No Brasil também é conhecida como Frinéia.
Ela nasceu em Téspias, na Beócia, e foi ativa em Atenas por volta de 400 a.C., onde se tornou uma das mulheres mais ricas da Grécia. Embora cidadã de Téspias, ela pode até ter nascido em Atenas, pois muitos téspios se mudaram para lá após a conquista da cidade por Tebas em 373 a.C. Ela é mais conhecida por seu julgamento por impiedade, onde foi defendida pelo orador Hipérides. Segundo a lenda, ela foi absolvida depois de expor os seios ao júri, embora a precisão histórica deste episódio seja duvidosa. Ela também modelou para os artistas Apeles e Praxíteles, e a Afrodite de Knidos foi baseada nela.
Dona de tamanha riqueza por sua extraordinária beleza que se ofereceu para reconstruir os muros de Tebas, que haviam sido destruídos por Alexandre, o Grande (336 a.C.), sob a condição de que as palavras "Destruído por Alexandre, restaurado por Friné, a hetera", fossem escritas nos muros. Entretanto, as autoridades gregas rejeitaram a oferta.

## Vida pregressa
Frinéa provavelmente nasceu por volta de 371 a.C., e era filha de Epicles. Tanto Plutarco em Moralia quanto Ateneu em Deipnosophistae dizem que o verdadeiro nome de Friné era Mnesarete. De acordo com Plutarco, ela era chamada de Frinéia porque tinha a pele amarela como a de um sapo (em grego: φρύνη); ela também usou o nome de Saperdion. Friné aparentemente cresceu pobre — dramaturgos cômicos a retratam colhendo alcaparras — e se tornou uma das mulheres mais ricas do mundo grego.
De acordo com Calístrato, depois que Alexandre arrasou Tebas em 335 a.C., Friné se ofereceu para pagar a reconstrução das muralhas. Ela provavelmente viveu além de 316 a.C., quando Tebas foi reconstruída. Ela também teria dedicado uma estátua de si mesma em Delfos e uma estátua de Eros para Téspias. Muito pouco se sabe sobre a vida de Frinéia com certeza, e muito de sua biografia transmitida em fontes antigas pode ser inventada: Helen Morales escreve que separar fato de ficção em relatos da vida de Friné é "impossível".

## Julgamento

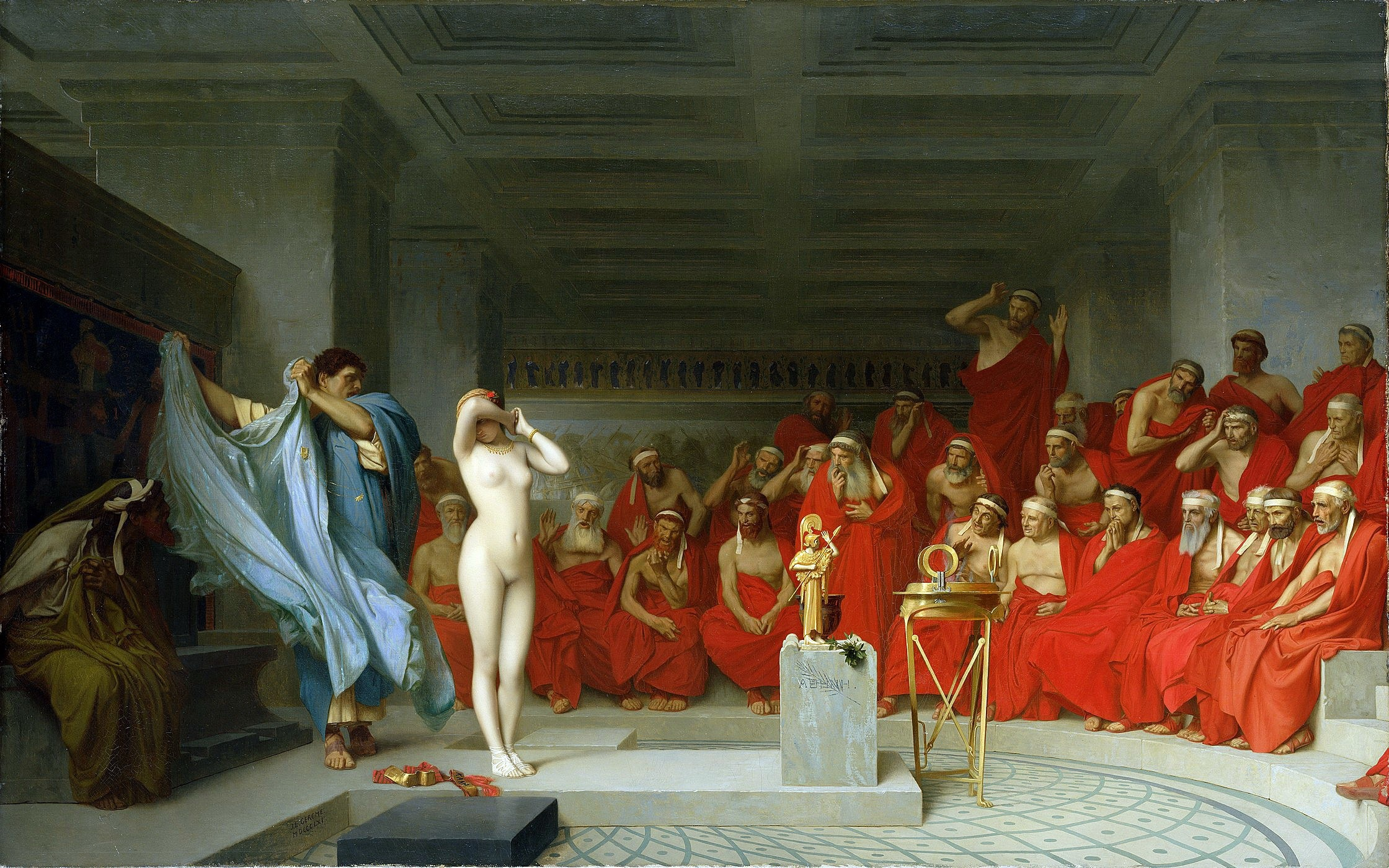
Frinéia revelada perante o Areópago, de Jean-Léon Gérôme, c.1861.

O evento mais famoso da vida de Frinéia foi a acusação movida pouco depois do ano 350 a.C. por Euthias, em que ela foi defendida por Hipérides. Segundo a lenda, Hipérides expôs os seios de Friné ao júri, que ficou tão impressionado com sua beleza que ela foi absolvida. Um tratado anônimo sobre retórica, que resume o caso contra Frinéia, lista três acusações específicas contra ela — que ela realizou um "komos desavergonhado" ou procissão ritual, que ela introduziu um novo deus e que ela organizou thiasoi ilegais ou reuniões devassas. O novo deus que Friné teria introduzido em Atenas foi nomeado por Harpocration como Isodaítas; no entanto, embora Harpocration o descreva como sendo "estrangeiro" e "novo", o nome é grego e outras fontes o consideram um epíteto de Dionísio, Hélio ou Plutão.
Segundo as fontes antigas, Frinéia foi acusada de asebeia, uma espécie de blasfêmia. Embora as fontes antigas sejam unânimes em dizer que a acusação contra Friné foi asebeia, estudiosos como David Phillips propuseram que ela foi de fato processada por meio de uma eisangelia (geralmente traduzida como "impeachment", um procedimento reservado para ofensas graves contra o Estado; casos de impiedade eram mais comumente julgados através de um graphē asebeias); com base no fato de que a pena de morte parece ser um dado adquirido por muitas das fontes antigas no julgamento de Friné. Konstantinos Kapparis argumenta que a suposição de uma pena de morte pode ser explicada como "invenção e narrativa selvagem".

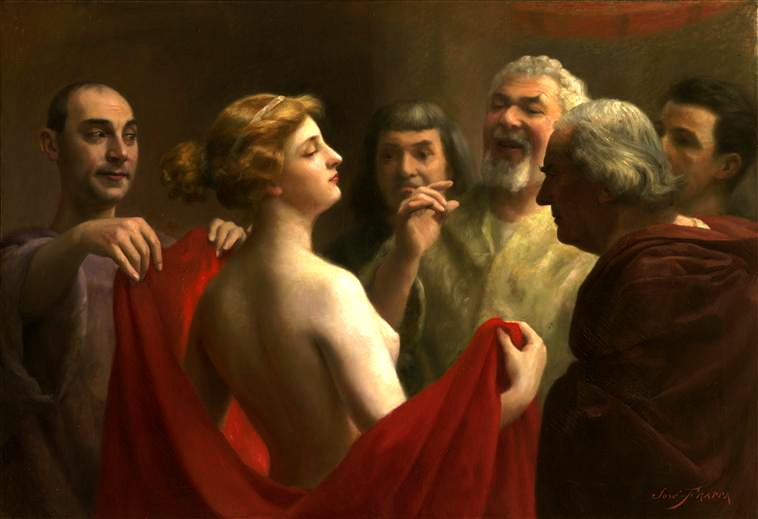
Friné, de José Frappa, 1903.

O caso contra Friné foi movido por Euthias, um de seus ex-amantes; Hipérides, que falou em sua defesa, também era um dos amantes de Frinéia. O discurso de defesa de Hipérides sobrevive apenas em fragmentos, embora tenha sido muito admirado na antiguidade. Pelo menos, assim afirmava a antiga tradição biográfica; Craig Cooper argumentou que o relato do julgamento preservado em fontes antigas tem "todas as características de ser uma ficção biográfica". Dois discursos de acusação são mencionados por Ateneu, embora nenhum deles tenha sobrevivido — um composto por Anaxímenes de Lâmpsaco e proferido por Euthias, o outro composto por Aristogeiton.
Notoriamente, Friné foi absolvida depois que o júri viu seus seios nus — Quintiliano diz que ela foi salva "non Hyperidis actione ... sed conspectus corporis" ("não pelo pedido de Hipérides, mas pela visão de seu corpo"). Três versões diferentes dessa história sobrevivem — no relato de Quintiliano, junto com os de Sextus Empiricus e Filodemo de Gádara, é Frinéia quem toma a decisão de expor seus próprios seios; enquanto na versão de Ateneu, Hipérides expôs Frinéia como o clímax de seu discurso, e na versão de Plutarco, Hipérides a expôs porque viu que seu discurso falhou em persuadir o júri. Christine Mitchell Havelock observa que há evidências separadas de mulheres sendo trazidas ao tribunal para despertar a simpatia do júri, e que na Grécia antiga expor os seios era um gesto destinado a despertar uma resposta tão compassiva, então o suposto comportamento de Friné no tribunal não é sem paralelo na prática grega. No entanto, este episódio provavelmente nunca aconteceu. Não foi mencionado na versão de Posídipo do julgamento em sua comédia Mulher Efésia (produzida por volta de 290 a.C.) e, portanto, provavelmente é posterior a isso. Na versão de Posídipo, Friné implorou pessoalmente a cada um dos jurados em seu julgamento para que salvassem sua vida, e foi isso que garantiu sua absolvição. Embora todos esses relatos suponham que Friné estava sendo julgada por sua vida, a asebeia não era necessariamente punida com a morte; era um agōn timetos, em que o júri decidiria sobre a punição caso o acusado fosse condenado.
Hermipo relata que, após a absolvição de Friné, Euthias ficou tão furioso que nunca mais falou publicamente. Kapparis sugere que, na verdade, ele foi cassado (atimia), possivelmente porque não conseguiu obter um quinto dos votos dos jurados e não conseguiu pagar a multa subsequente.

## Modelo

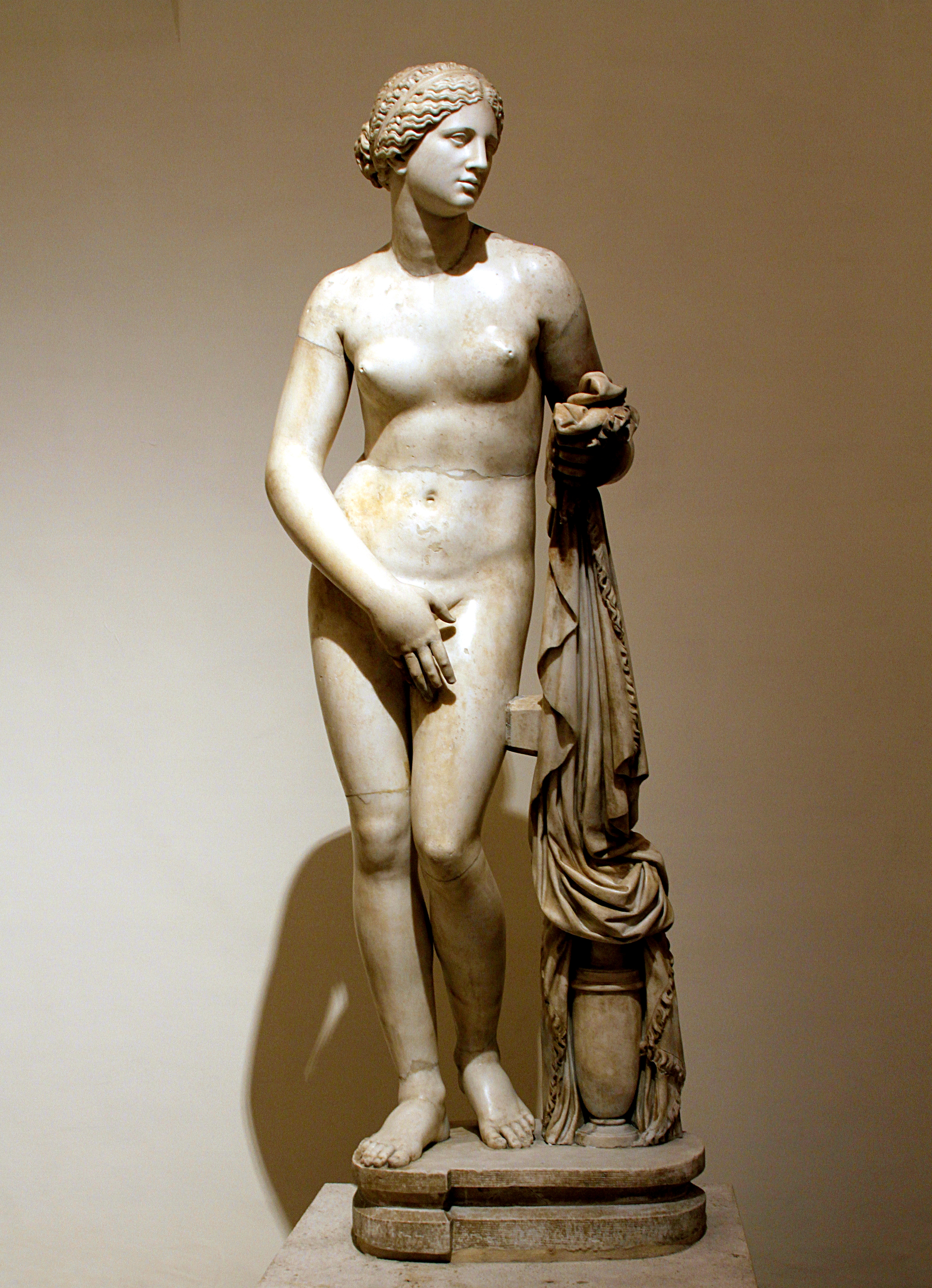
Cópia romana em mármore da Afrodite de Cnido, de Praxíteles, para a qual Friné foi modelo.

Frinéia foi a modelo de dois dos grandes artistas da Grécia clássica, Praxíteles e Apeles. De acordo com Ateneu, Apeles viu Friné andar nua no mar em Elêusis e, inspirado por essa visão, a usou como modelo para sua pintura de Afrodite Anadyomène (Afrodite surgindo do mar). Esta obra estava em exibição no santuário de Esculápio na ilha grega de Kos e, no primeiro século dC, parece ter sido uma das obras mais conhecidas de Apeles.
Praxíteles também baseou uma representação de Afrodite em Frinéia — a Afrodite de Cnido, o primeiro nu feminino tridimensional e de tamanho monumental na arte grega antiga. Ele também produziu uma estátua dourada ou esmaltada de Friné que foi exibida - de acordo com Pausânias, dedicada pela própria Friné — no santuário de Apolo em Delfos. Este pode ter sido o primeiro retrato feminino dedicado em Delfos; foi certamente a única estátua de uma mulher sozinha a ser dedicada antes do período romano.

## Fama
Bela e famosa. Por ocasião de um Festival de Posidão em Elêusis, ela colocou de lado suas roupas, soltou os cabelos, e entrou nua no mar, à vista do povo, inspirando o pintor Apeles, em sua grande obra "Afrodite Anadyomène" (às vezes também retratada como "Vênus Anadyomène"), para o qual Friné posou como modelo.

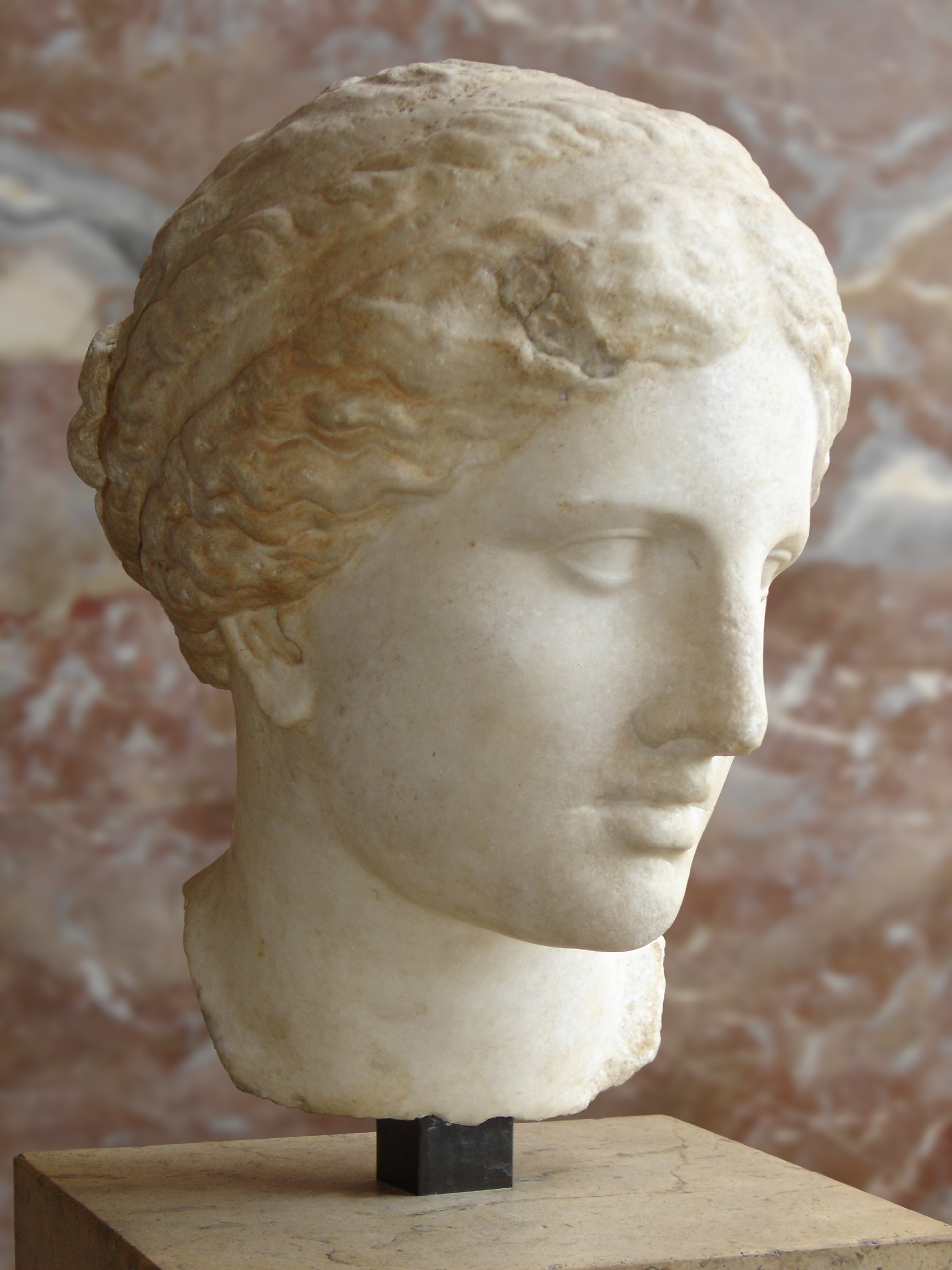
Afrodite, a cabeça de Kaufmann no Musée du Louvre.

Devido à sua beleza, ela também inspirou mais tarde a pintura do artista Jean-Léon Gérôme, "Friné devant l'Areopage" (Friné ante o Areópago, 1861), bem como outras obras de arte ao longo da história. Ela foi também supostamente o modelo para a estátua da Afrodite de Cnido por Praxiteles, a primeira estátua nua de uma mulher na Grécia Antiga. Segundo Plutarco, em Téspias ela foi declarada pelas autoridades como "compartilhando das honras do templo e santuário de Eros", e ela se tornou parte do conjunto que lá havia com duas estátuas de Praxiteles, o Eros Téspio e a Afrodite de Téspias, modelada também à sua semelhança. A tríade, constituída da estátua de Eros à esquerda, o retrato de Friné ao centro, e Afrodite à direita, é referida por Pausânias e Alcífron.
O poeta brasileiro Olavo Bilac descreve o julgamento da bela Friné no poema "O Julgamento de Frineia" (1888). Charles Baudelaire, em seus poemas "Lesbos" e "La beauté", e  Rainer Maria Rilke, em seu poema "Die Flamingos", também foram inspirados pela beleza e fama de Friné. No cancioneiro popular brasileiro, Nelson Gonçalves, em 1958, lançou o álbum Escultura, em cuja música de mesmo nome, composta por Adelino Moreira, "a malícia de Frineia" surge como parte de uma obra perfeita, aludindo ao mito de Pigmaleão. Na música, Friné foi objeto de uma ópera de Camille Saint-Saëns: Phryne (1893). No cinema Friné é referida em Altri tempi", série de  Alessandro Blasetti (1951) na qual o oitavo e último episódio é intitulado "Il processo di Frine". Podem-se encontrar outras referências a Friné, como o asteroide 1291 Phryne, descoberto em 15 de setembro de 1933 por Eugène Joseph Delporte.
Acusada de profanar os Mistérios de Elêusis foi defendida pelo orador Hipérides, um de seus amantes. O discurso de acusação, de acordo com Diodoro Periegetes, citado por Ateneu, foi escrito por Anaxímenes de Lâmpsaco. Quando Hipérides percebeu que o veredito seria desfavorável, rasgou o manto da bela Friné, exibindo seu corpo e conseguindo assim que os juízes a absolvessem. Outra versão diz que ela mesma tirou suas roupas. Mas a mudança no julgamento dos juízes não foi simplesmente porque eles ficaram fascinados pela beleza de seu corpo nu, mas sim porque, naquela Grécia Antiga, o belo era identificado com o bom, como um aspecto da divindade ou um sinal de favor divino.

## Leituras adicionais
- Ateneu, Dipnosofistas pp. 558, 567, 583, 585, 590, 591
- Cláudio Eliano, Varia Historia (Ποικιλη Ιστορια) ix. 32;
- Plínio, o Velho, História Natural xxxiv. 71.